# Бейлі Райт
Бейлі Райт (англ. Bailey Wright; нар. 28 липня 1992, Мельбурн) — австралійський футболіст, захисник англійського клубу «Сандерленд» та національної збірної Австралії.

## Клубна кар'єра
Вихованець цілої низки австралійських футбольних шкіл. 2009 року перебрався до Англії, де продовжив займатися футболом у молодіжній команді клубу «Престон Норт-Енд». 2010 року дебютував у дорослому футболі в основній команді цього ж клубу.

## Виступи за збірні
2008 року дебютував у складі юнацької збірної Австралії, взяв участь у 3 іграх на юнацькому рівні.
2014 року, попри відсутність досвіду ігор за національну збірної Австралії, був включений до її заявки для участі у фінальній частині тогорічного чемпіонату світу у Бразилії.
| Дата       | Місто           | Господарі          | Результат | Гості       | Турнір             | Голи | Примітки |
| ---------- | --------------- | ------------------ | --------- | ----------- | ------------------ | ---- | -------- |
| 4-9-2014   | Льєж            | Бельгія            | 2 – 0     | Австралія   | товариський матч   | -    | 72'      |
| 8-9-2014   | Лондон          | Саудівська Аравія  | 2 – 3     | Австралія   | товариський матч   | 1    |          |
| 25-3-2015  | Кайзерслаутерн  | Німеччина          | 2 – 2     | Австралія   | товариський матч   | -    | 77'      |
| 30-3-2015  | Скоп'є          | Північна Македонія | 0 – 0     | Австралія   | товариський матч   | -    | 46'      |
| 3-9-2015   | Перт            | Австралія          | 5 – 0     | Бангладеш   | Відбір до ЧС 2018  | -    |          |
| 8-9-2015   | Душанбе         | Таджикистан        | 0 – 3     | Австралія   | Відбір до ЧС 2018  | -    |          |
| 8-10-2015  | Амман           | Йорданія           | 2 – 0     | Австралія   | Відбір до ЧС 2018  | -    | 77'      |
| 12-11-2015 | Канберра        | Австралія          | 3 – 0     | Киргизстан  | Відбір до ЧС 2018  | -    |          |
| 17-11-2015 | Дакка           | Бангладеш          | 0 – 4     | Австралія   | Відбір до ЧС 2018  | -    |          |
| 24-3-2016  | Аделаїда        | Австралія          | 7 – 0     | Таджикистан | Відбір до ЧС 2018  | -    |          |
| 29-3-2016  | Сідней          | Австралія          | 5 – 1     | Йорданія    | Відбір до ЧС 2018  | -    | 80'      |
| 27-5-2016  | Сандерленд      | Англія             | 2 – 1     | Австралія   | товариський матч   | -    |          |
| 7-6-2016   | Мельбурн        | Австралія          | 1 – 2     | Греція      | товариський матч   | -    |          |
| 23-3-2017  | Тегеран         | Ірак               | 1 – 1     | Австралія   | Відбір до ЧС 2018  | -    |          |
| 28-3-2017  | Сідней          | Австралія          | 2 – 0     | ОАЕ         | Відбір до ЧС 2018  | -    | 84'      |
| 13-6-2017  | Мельбурн        | Австралія          | 0 – 4     | Бразилія    | товариський матч   | -    | 78'      |
| 19-6-2017  | Сочі            | Австралія          | 2 – 3     | Німеччина   | Кубок Конфедерацій | -    |          |
| 22-6-2017  | Санкт-Петербург | Камерун            | 1 – 1     | Австралія   | Кубок Конфедерацій | -    | 81'      |
| 25-6-2017  | Москва          | Чилі               | 1 – 1     | Австралія   | Кубок Конфедерацій | -    | 72'      |
| 5-9-2017   | Мельбурн        | Австралія          | 2 – 1     | Таїланд     | Відбір до ЧС 2018  | -    | 38' 71'  |
| 10-11-2017 | Сан-Педро-Сула  | Гондурас           | 0 – 0     | Австралія   | Відбір до ЧС 2018  | -    |          |
| 15-11-2017 | Сідней          | Австралія          | 3 – 1     | Гондурас    | Відбір до ЧС 2018  | -    |          |
| 23-3-2018  | Осло            | Норвегія           | 4 – 1     | Австралія   | товариський матч   | -    | 52'      |
| 7-6-2019   | Пусан           | Південна Корея     | 1 – 0     | Австралія   | товариський матч   | -    |          |
| 10-10-2019 | Канберра        | Австралія          | 5 – 0     | Непал       | Відбір до ЧС 2022  | -    |          |
| Усього     |                 | Матчів             | 25        |             | Голів              | 1    |          |

## Титули і досягнення
- Володар Кубка Сінгапуру (2):

«Лайон Сіті Сейлорс»: 2023, 2024-25
- Володар Суперкубка Сінгапуру (1):

«Лайон Сіті Сейлорс»: 2024
- Чемпіон Сінгапуру (1):

Лайон Сіті Сейлорс: 2024-25